# Тигровый питон
Тигро́вый пито́н (лат. Python molurus) — крупная неядовитая змея из рода настоящих питонов. Один из самых известных видов рода.

## Описание

### Внешний вид
Крупная и массивная змея. Длина тела может варьироваться от 1,5 до 4 м и более, в зависимости от пола (самки обычно больше самцов) и образа жизни. Крупнейшая отмеченная для этого вида длина составляет 4,6 м, а масса — 52 кг.
Окраска изменчива. На теле по светлому желтовато-коричневому или желтовато-оливковому фону разбросаны крупные тёмно-коричневые пятна различной формы, образующие сложный узор. Через глаз проходит тёмная полоса, начинающаяся от ноздрей и переходящая в пятна на шее. Другая полоса идёт от глаза вниз и проходит по верхнегубным щиткам. На верхней части головы — тёмное стрелообразное пятно.

### Распространение
Широко распространён в Южной и Юго-Восточной Азии. Ареал тигрового питона охватывает Пакистан, Индию, Шри-Ланку, Непал, Бангладеш, Мьянму, южный Китай, Индокитай, Малайзию и некоторые острова Индонезии.

### Образ жизни
Обитает в самых разнообразных местах: во влажных тропических и разреженных лесах, болотах, зарослях кустарников, на полях и в каменистых предгорьях. В качестве укрытий использует норы различных животных, полые древесные стволы, заросли тростников. Поднимается в горы до высоты 1500—2000 м над уровнем моря. Обычно держится по берегам водоёмов, хорошо плавает, часто и подолгу находится в воде. Хорошо лазает по деревьям.
Охотится ночью, на добычу нападает из засады. Тигровые питоны — довольно малоподвижные и не очень активные змеи.

### Питание

Ареал тигрового питона

Питается мелкими копытными, грызунами, обезьянами, различными птицами. Известны случаи нападения крупных питонов на шакалов. Крупные особи иногда нападают на людей. Добычу питоны убивают, удушая своим телом.

### Размножение
Самка питона откладывает от 8 до 107 (обычно около 60) яиц. После этого она сворачивается кольцами вокруг кладки, охраняя яйца от хищников и согревая их при помощи мышечных сокращений. Инкубационный период продолжается около 2 месяцев, в течение этого времени самка не покидает кладку и не питается.

## Значение для человека
В Юго-Восточной Азии мясо питонов употребляется в пищу местным населением. Из кожи изготавливаются различные предметы одежды и обуви.
Местные жители нередко держат тигровых питонов в домах из суеверных побуждений, а также для избавления от крыс и мышей.
Тигровый питон — одна из наиболее популярных змей, содержащихся в неволе. Много питонов отлавливается для зоопарков, цирков. Эта красивая и спокойная змея часто содержится в террариумах любителей экзотических животных. Тигровые питоны хорошо размножаются в неволе. Максимальная продолжительность жизни тигрового питона в неволе — 25 лет.

## Близкие виды
До недавнего времени к виду Python molurus относили также темного тигрового питона Python bivittatus. В настоящее время темному тигровому питону присвоен статус самостоятельного вида с двумя подвидами.
Отличается от тёмного тигрового питона (Python bivittatus) следующими признаками:
- по щиткованию головы. У светлого тигрового питона шестой верхнегубной щиток касается глаза, в то время как у темного тигрового питона шестой верхнегубной щиток отделен от глаза подглазничным;
- присутствием светлых «глазков» в центрах пятен, расположенных на боках туловища;
- красноватым или розоватым цветом светлых полос по бокам головы;
- размытым в передней части ромбовидным пятном на голове;
- обычно более светлой окраской, в которой доминируют коричневые,

красновато-коричневые, желтовато-коричневые и серовато-коричневые тона.
В целом этот вид также мельче темного тигрового питона: крупные особи индийского питона достигают в длину до 6 м (у темного тигрового питона — 8 м).

## Галерея

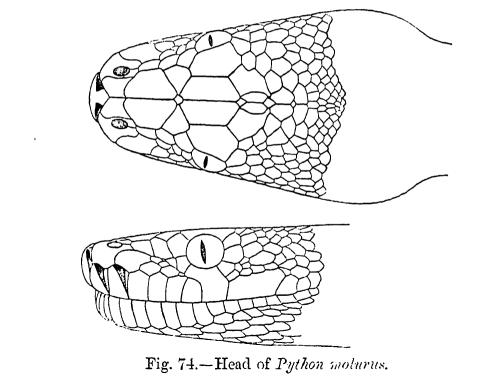
Щиткование головы тигрового питона
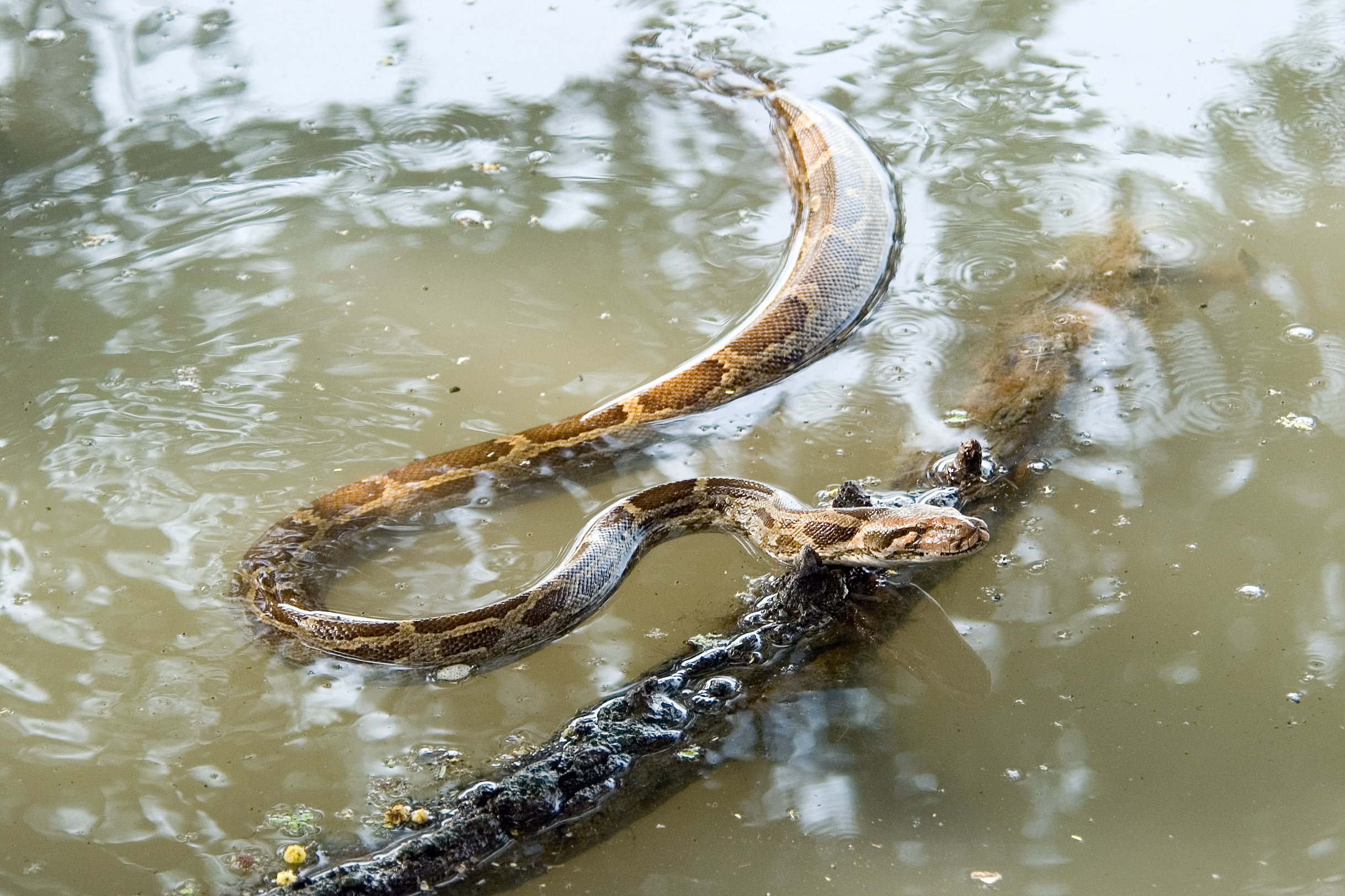
Светлый тигровый питон (Python molurus)
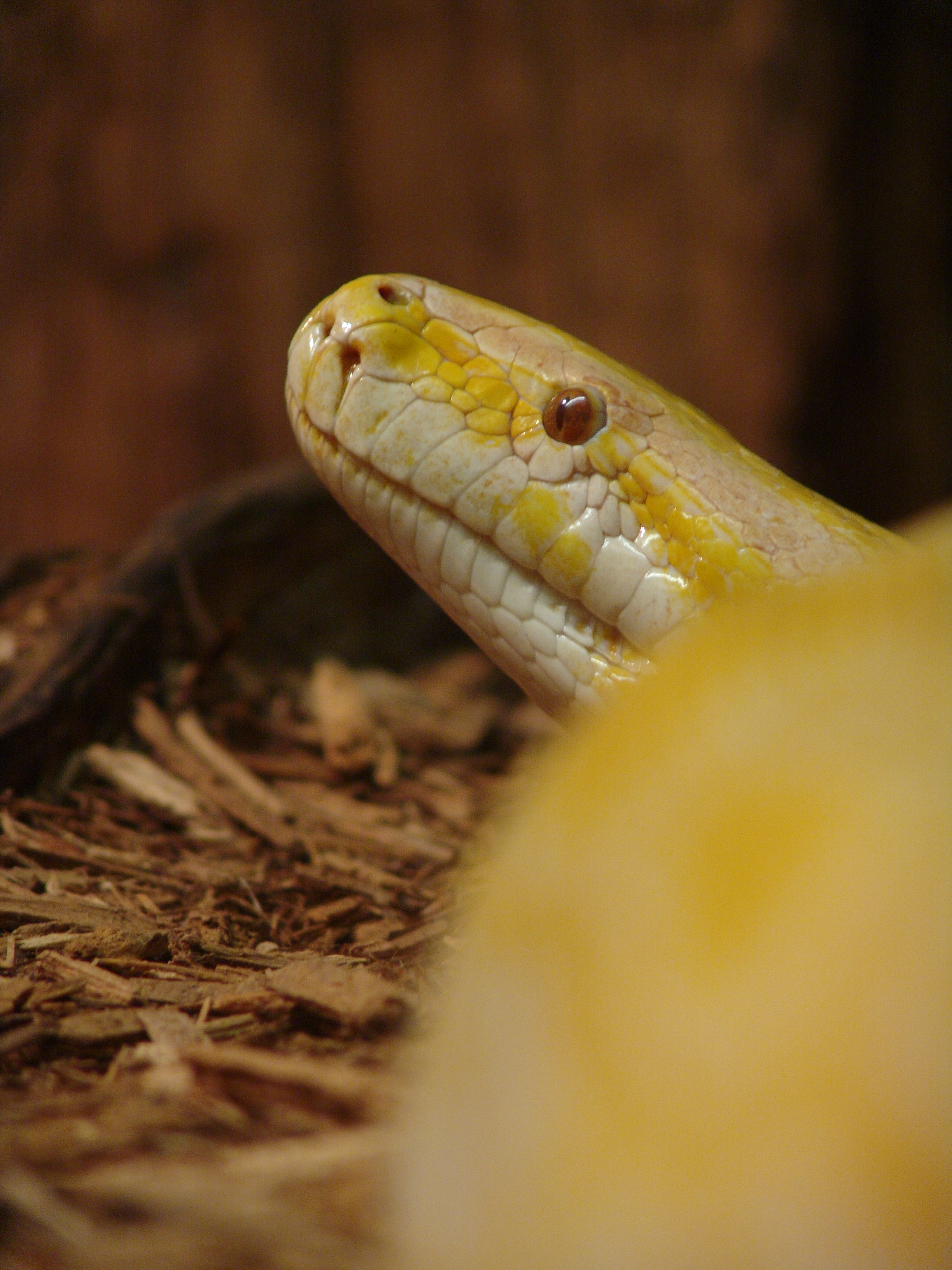
Альбинос тигрового питона
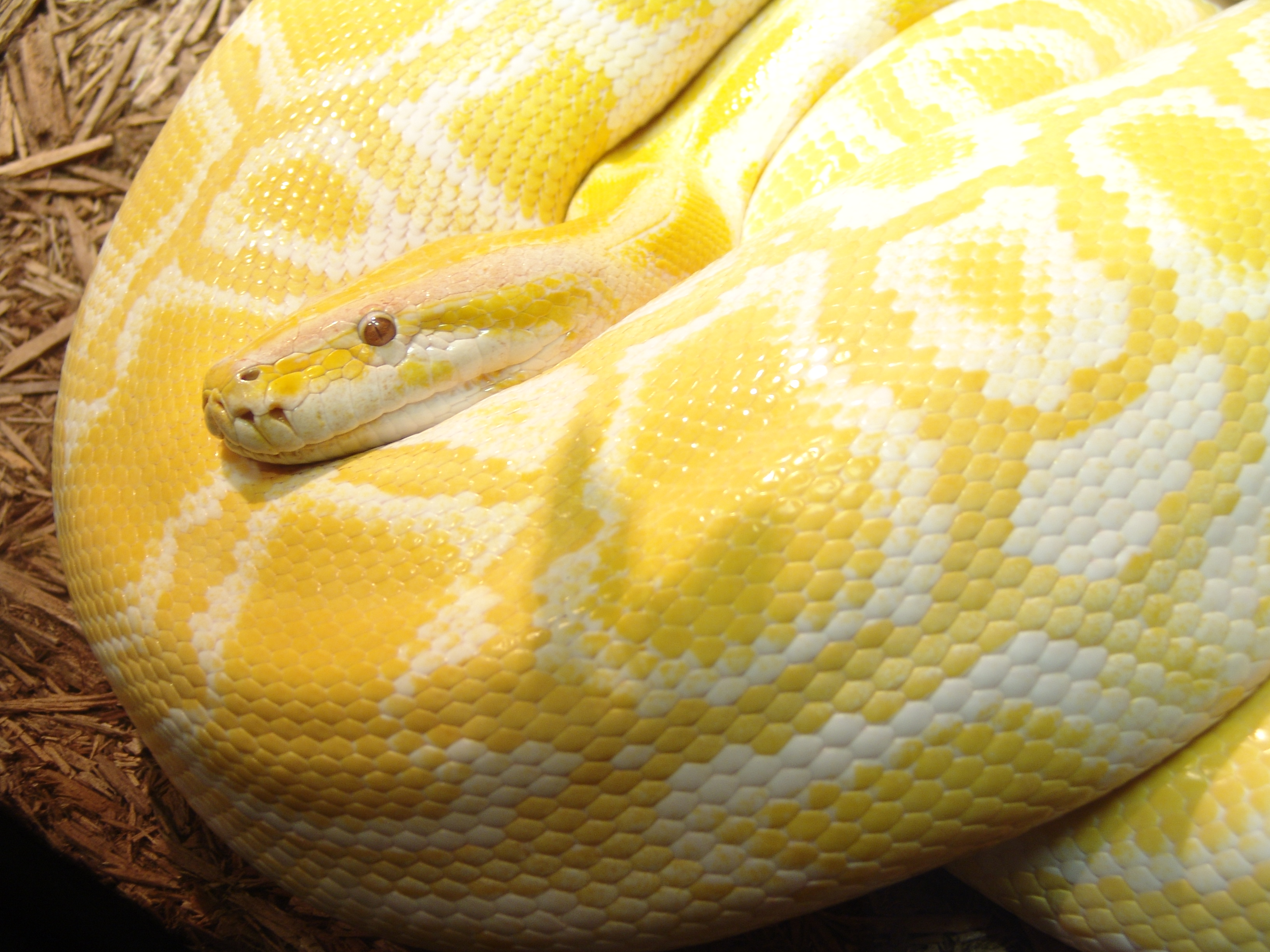
Альбинос тигрового питона
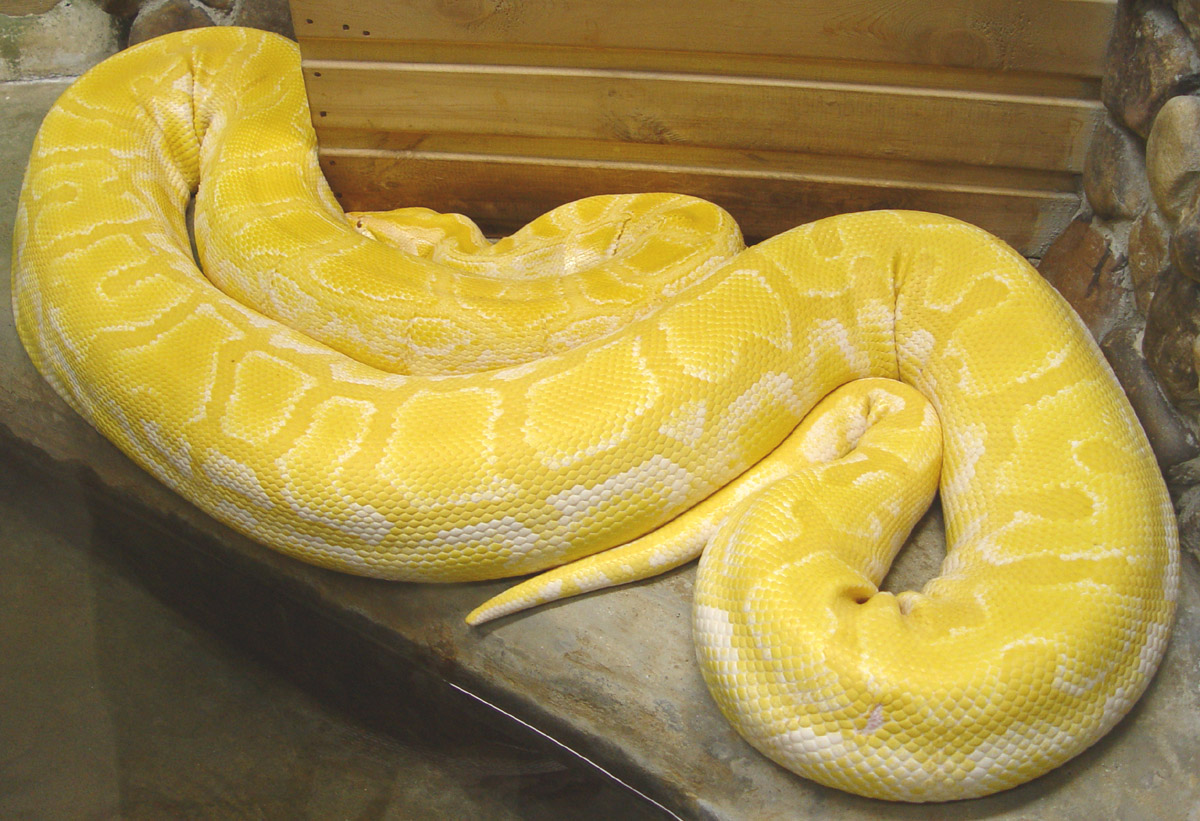
Альбинос тигрового питона